# Tmarus albifrons
Tmarus albifrons là một loài nhện trong họ Thomisidae.
Loài này thuộc chi Tmarus. Tmarus albifrons được miêu tả năm 1944 bởi Piza.